# 成田湯川駅
成田湯川駅（なりたゆかわえき）は、千葉県成田市松崎（まんざき）にある、京成電鉄成田空港線（成田スカイアクセス線）の駅である。駅番号はKS43。

## 概要
成田空港線唯一の単独駅かつ唯一の最低種別のみの停車駅である。当駅の施設は第三種鉄道事業者である成田高速鉄道アクセスの保有となっている。なお、新幹線ではない列車が160km/hで通過する唯一の駅である。
成田市西部の成田ニュータウン北端に位置し、この付近にはかつて千葉交通の湯川車庫が存在した。
特急料金不要かつ成田空港線内最低種別の「アクセス特急」の各駅停車区間にあり、同列車のみ停車する。成田空港線に「普通」を標榜する列車は存在せず、それを正式に名乗る列車は当駅に来ない。
かつては上下とも22時台が最終であったが、2017年10月改正より上りのみ23時台に繰り下げられた。
東側を東日本旅客鉄道（JR東日本）成田線（我孫子支線）が通るがそちらには駅がなく、北西へ約1.5キロメートル（km）のところにある下総松崎駅が最も近い。
当駅の最低運賃は462円（印旛日本医大駅8.4 km、IC運賃）であり、交通系ICカードのSFで乗車する場合、残額が462円（2019年10月現在）以上ないと入場できない。PASMOエリアでは入場可能なSF最低残額が最も高い駅である。

## 歴史
- 2010年（平成22年）7月17日：京成成田空港線開通に伴い開業[2][3]。

### 駅名の由来
計画時の仮称は「成田ニュータウン北駅」だった。駅名の公募は成田市内在住・在勤・在学者を対象に行われた。この結果、地元で馴染みのある「湯川」に加え、知名度の高い「成田」を冠することで、所在地がイメージしやすく、また地元から親しまれる駅名ということで決定した。

## 駅構造
相対式ホーム2面2線と、その中間に通過線2線の計2面4線を有する高架駅である。空港第2ビル駅が管理する駅。駅構内にはエスカレーター6基とエレベーター3基が設置されている。
また、当駅は成田空港から約10kmも離れていることから、当駅名「成田湯川「（Narita Yukawa）」を成田空港最寄り駅（空港第2ビル駅または成田空港駅）と勘違いした外国人が誤って当駅で下車しないように、車両側から見える形で、「It is not Narita Airport（ここは、成田空港ではありません）」と英語、中国語、韓国語で注意を促すステッカーが、ドア口に該当する部分の床に貼り付けられている。また、当駅到着前に車内自動放送で、成田空港を利用する場合は、そのまま乗車するよう日本語と英語で案内される。
駅の空港第2ビル寄りで単線になり、合流部分には国内在来線最速列車である「スカイライナー」の160 km/hの高速通過に対応できるように、全長約135 mの日本最大級の38番分岐器が使用されている。また、印旛日本医大寄りには片渡り線が設置されており、「成田湯川」の行き先表示が可能な車両もあるが、定期の当駅始終着列車は設定されていない。
改札脇には空と雲をテーマにしたステンドグラスが設置されている。

### のりば
| 番線 | 路線                 | 方向 | 行先                                                                  |
| ---- | -------------------- | ---- | --------------------------------------------------------------------- |
| 1    | 成田スカイアクセス線 | 上り | 北総線（印旛日本医大）・青砥・日暮里・京成上野・押上・ 都営浅草線方面 |
| 2    | 成田スカイアクセス線 | 下り | 空港第2ビル・成田空港方面                                             |

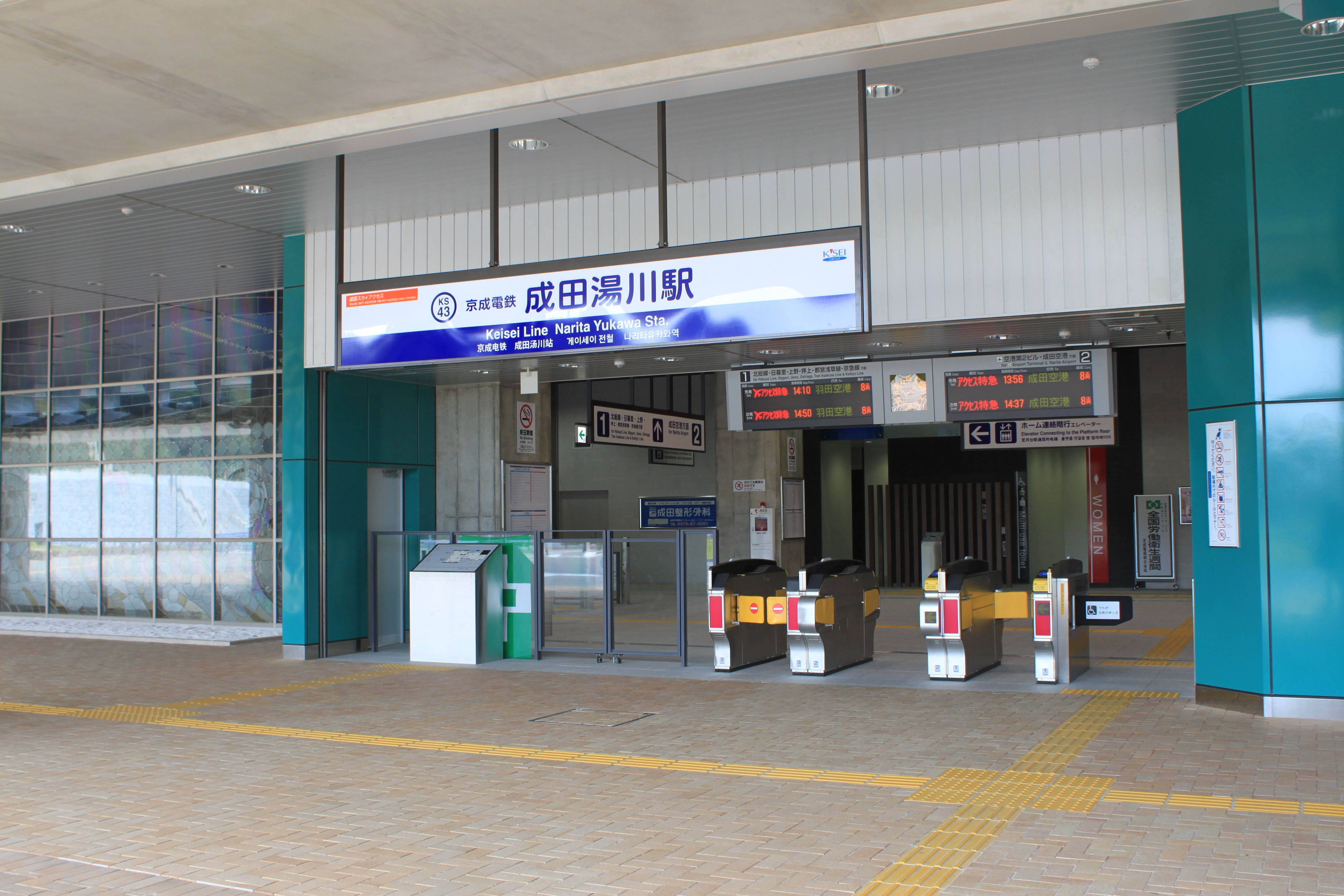
駅改札口（2010年9月）
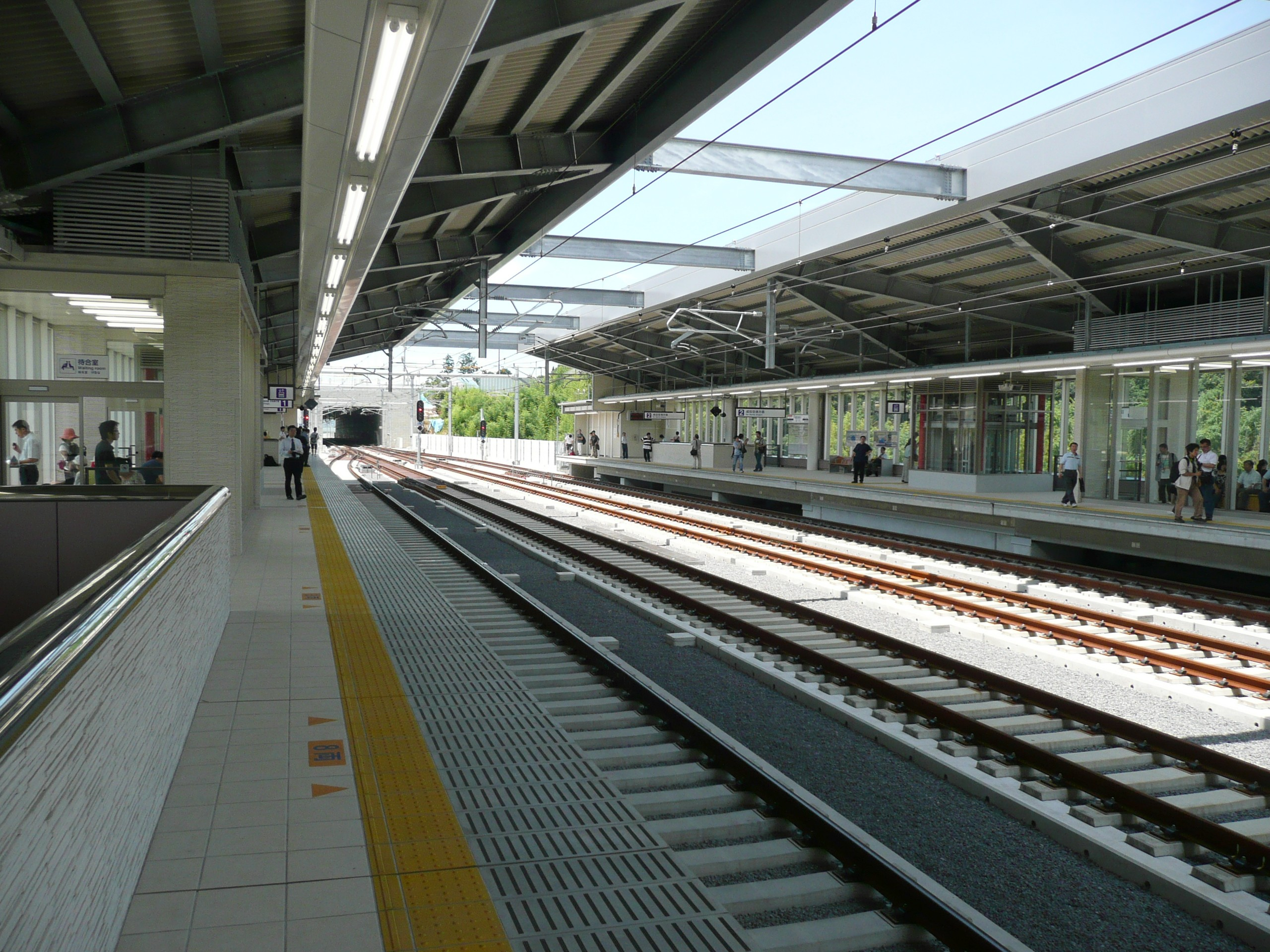
1番線ホームより印旛日本医大方面（2010年7月）
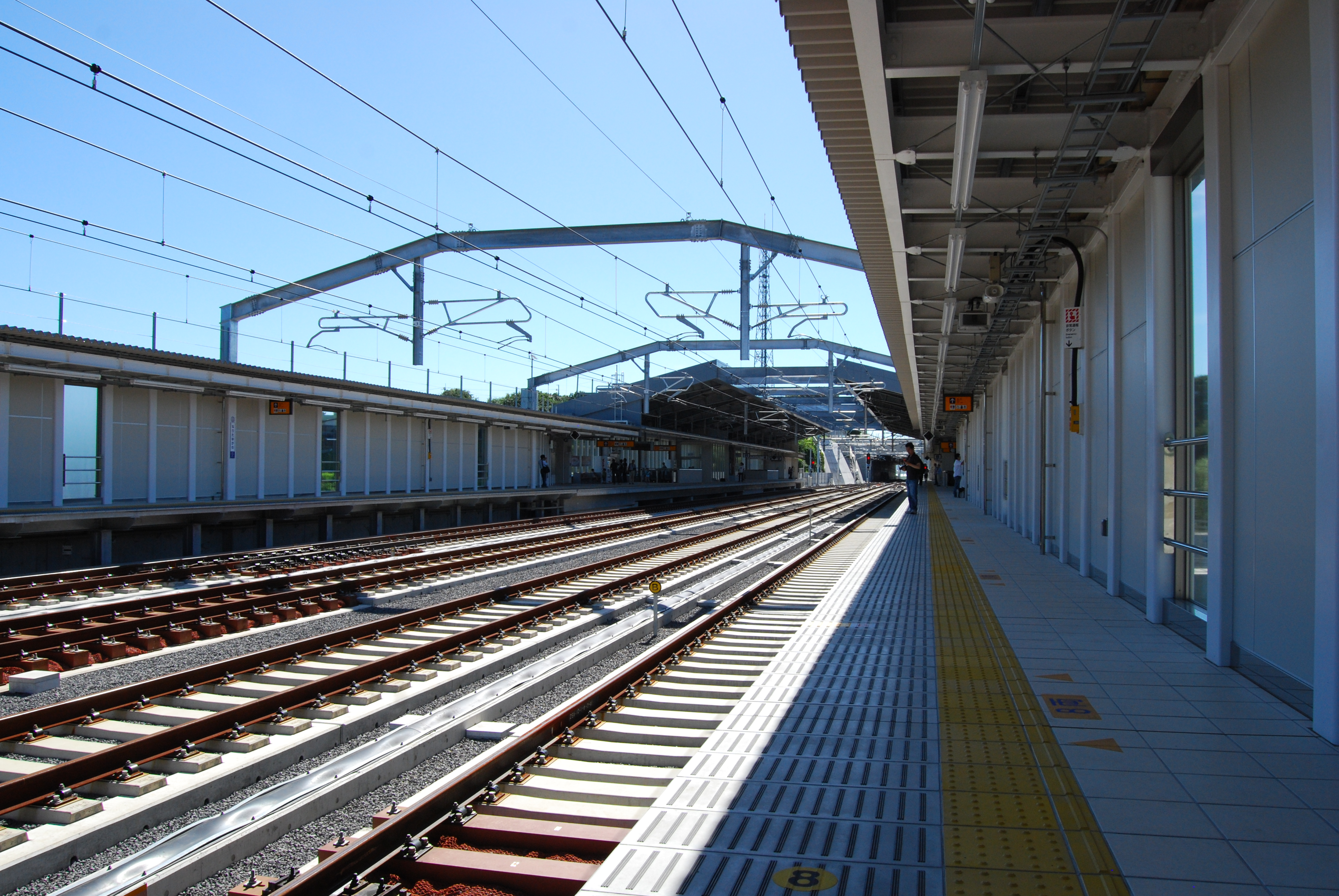
2番線ホームより印旛日本医大方面（2010年7月）
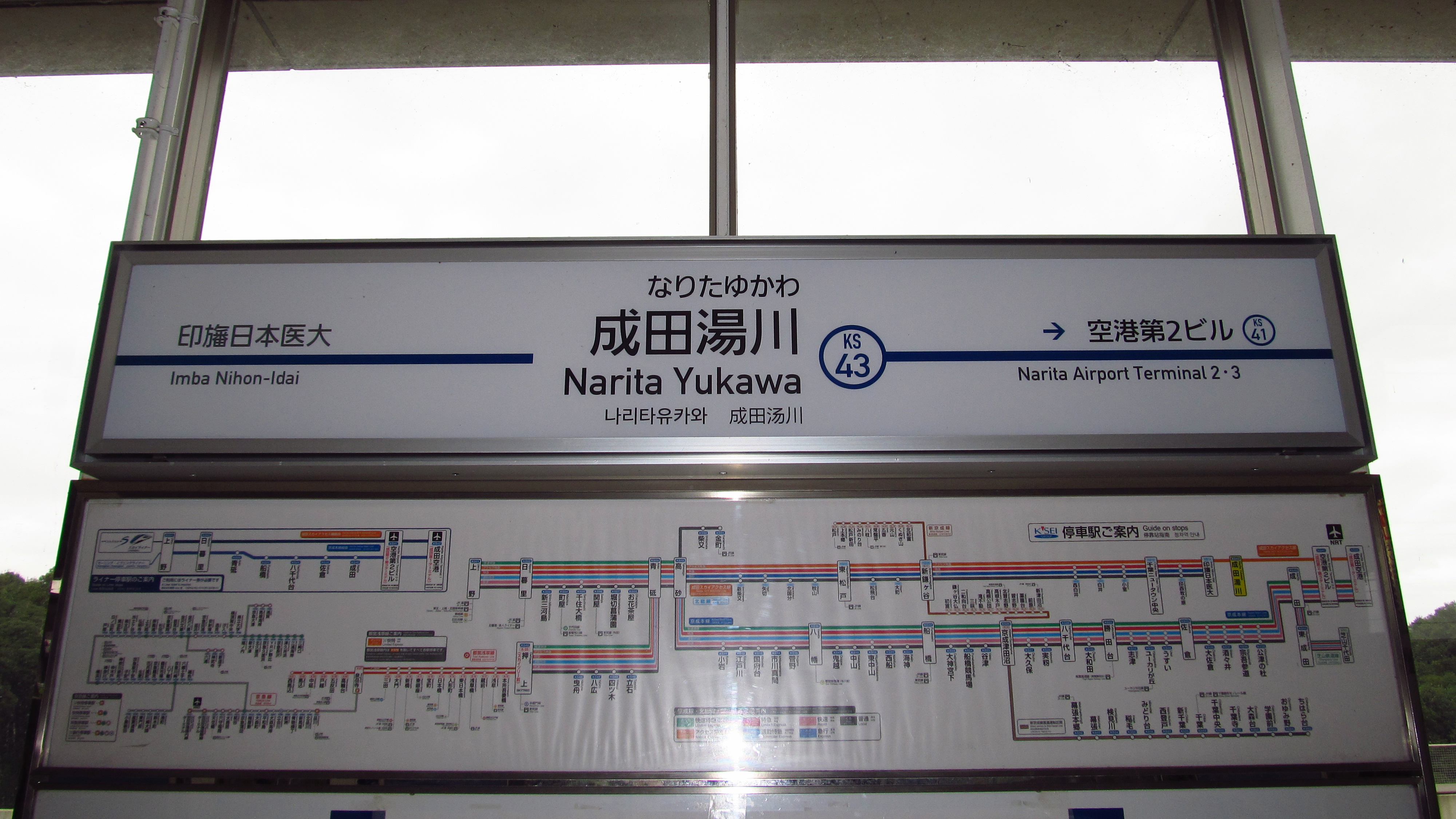
駅名標（2018年9月）
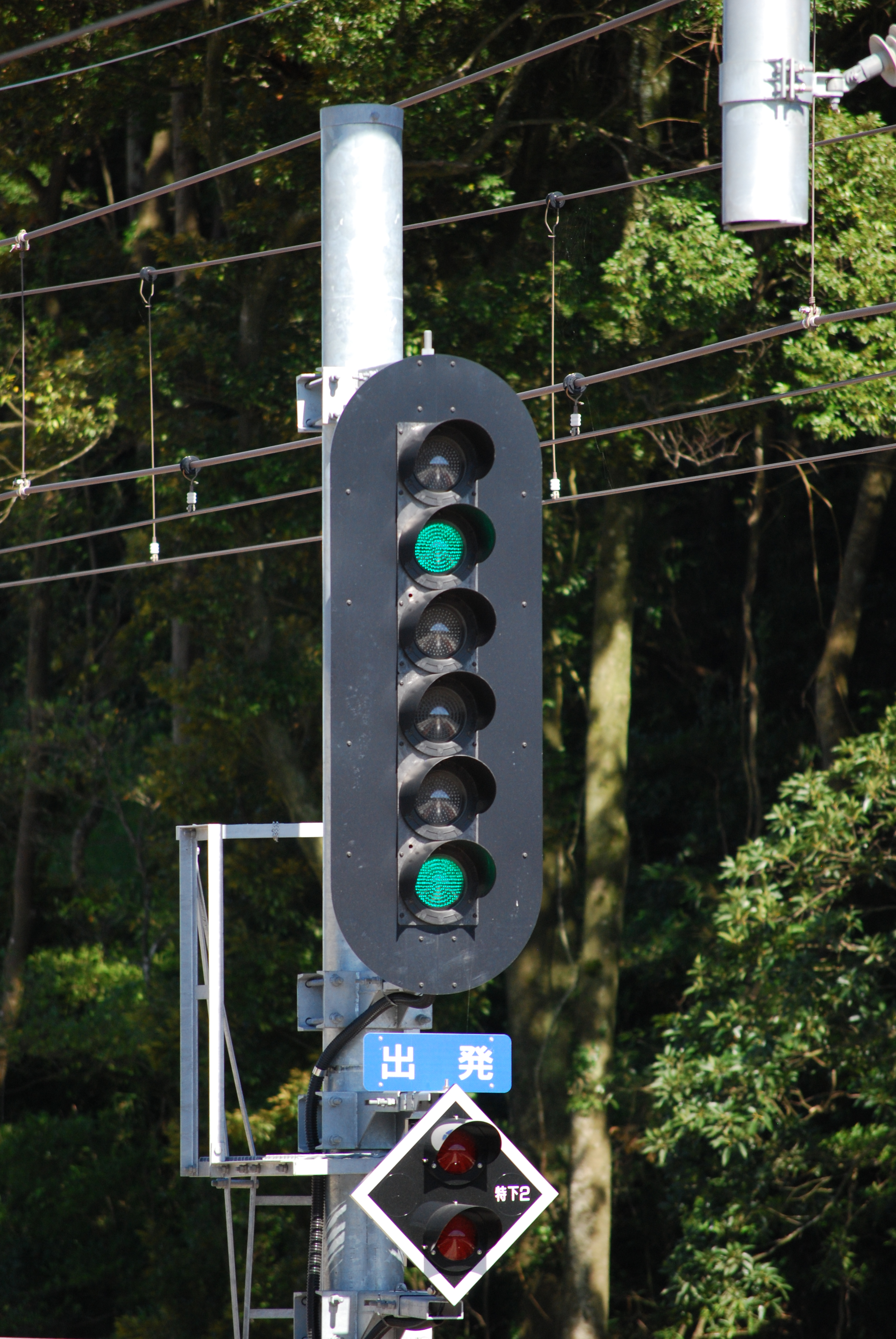
「高速進行」を示す6灯式信号機（2010年7月）
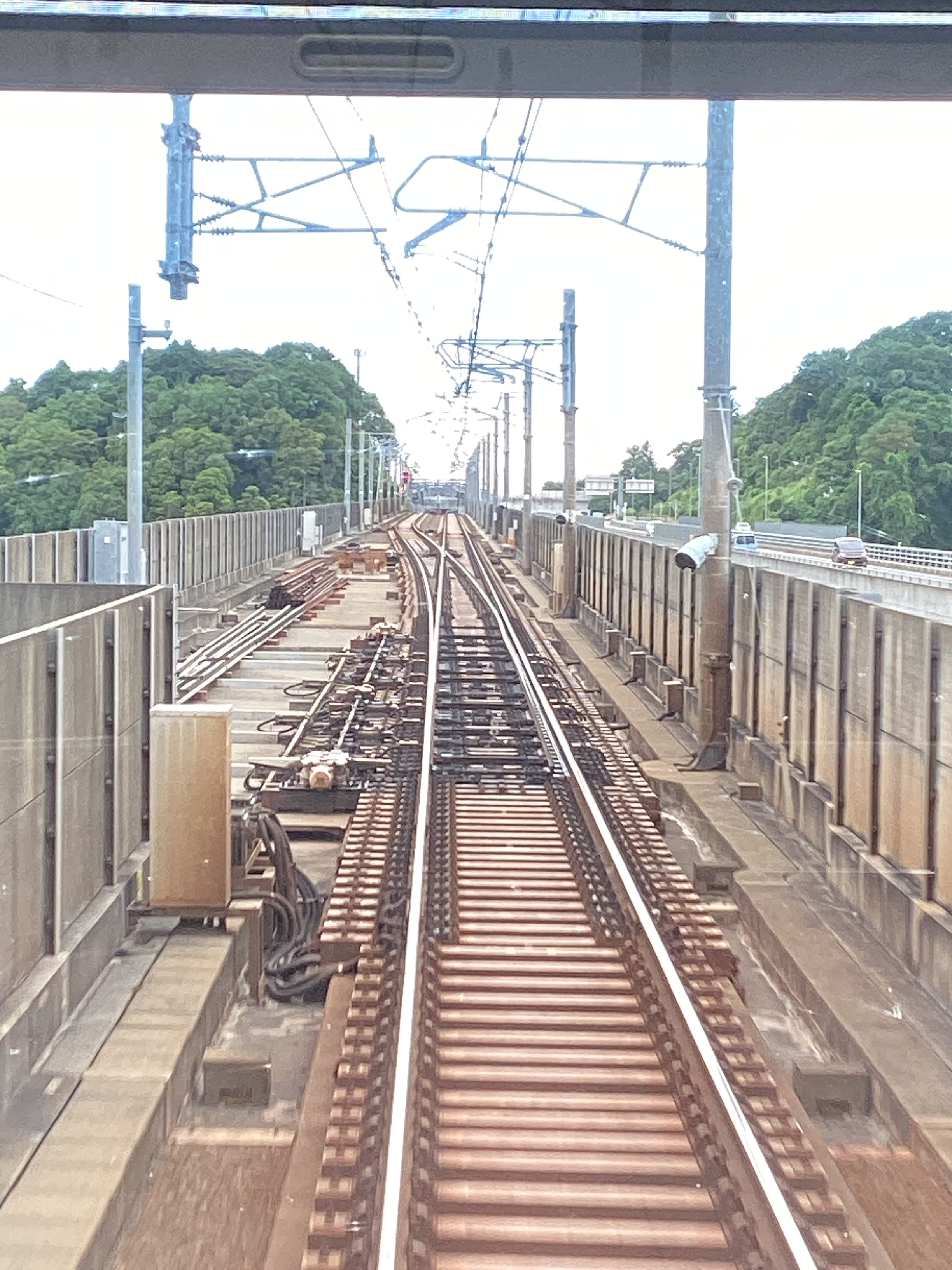
空港第2ビル側にある日本最大級の38番分岐器（2024年6月）
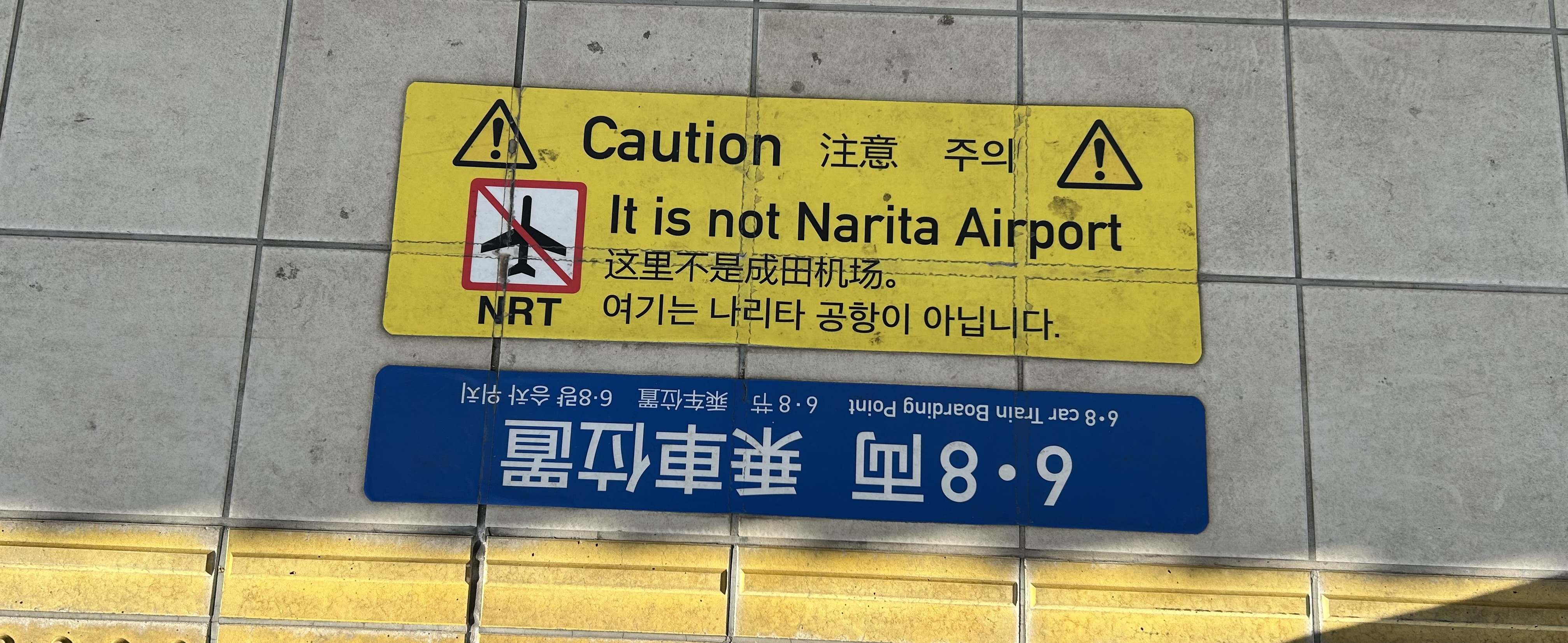
乗車位置にある「ここは成田空港ではない」と外国語で促す注意ステッカー（2024年4月）

## 利用状況
2024年度の1日平均乗降人員は2,063人である。
開業以降の1日平均乗降人員及び乗車人員の推移は下表の通りである。
| 年度               | 1日平均 乗降人員 | 1日平均 乗車人員 | 出典     |
| ------------------ | ---------------- | ---------------- | -------- |
| 2010年（平成22年） | 878              | 461              | [ * 1 ]  |
| 2011年（平成23年） | 1,054            | 547              | [ * 2 ]  |
| 2012年（平成24年） | 1,178            | 615              | [ * 3 ]  |
| 2013年（平成25年） | 1,284            | 669              | [ * 4 ]  |
| 2014年（平成26年） | 1,321            | 684              | [ * 5 ]  |
| 2015年（平成27年） | 1,383            | 714              | [ * 6 ]  |
| 2016年（平成28年） | 1,409            | 726              | [ * 7 ]  |
| 2017年（平成29年） | 1,431            | 735              | [ * 8 ]  |
| 2018年（平成30年） | 1,476            | 758              | [ * 9 ]  |
| 2019年（令和元年） | 1,526            | 783              | [ * 10 ] |
| 2020年（令和02年） | 1,077            | 557              | [ * 11 ] |
| 2021年（令和03年） | 1,176            | 602              | [ * 12 ] |
| 2022年（令和04年） | 1,495            | 765              | [ * 13 ] |
| 2023年（令和05年） | 1,824            | 931              |          |
| 2024年（令和06年） | 2,063            | 1,051            |          |

## 駅周辺

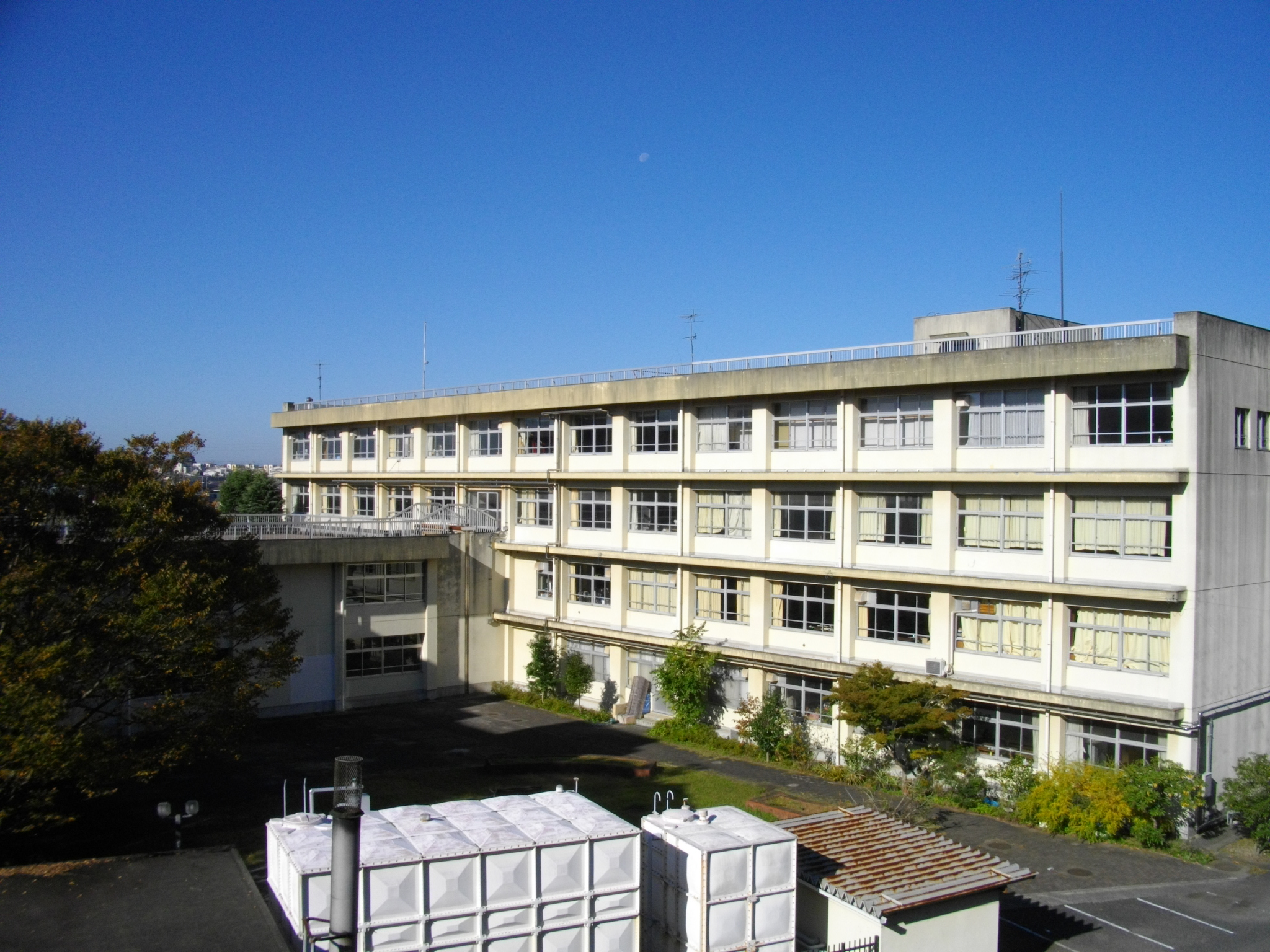
千葉県立成田北高等学校

駅周辺には国道464号（北千葉道路・松崎IC）、千葉県道18号成田安食線が走り、駅付近から北方にかけては松崎地区、南方は成田ニュータウンが広がる。
北側
- JA成田市八生支所
- 成田市立八生小学校
- 松崎郵便局
- 農産物直売所 村時計
- 龍泉の湯（スーパー銭湯）

南側
- 成田市玉造公民館
- 成田市保健福祉館
- 成田市学校給食センター 玉造分所
- 成田玉造郵便局
- 成田吾妻郵便局
- 玉造ショッピングセンター
- 吾妻ショッピングセンター
- カスミ フードスクエア成田赤坂店
- ヤオコー 成田はなのき台店
- カワチ薬品 成田ニュータウン店
- 千葉県立成田北高等学校
- 外小代地区公園
- 後谷津公園
- 戸崎近隣公園
- 引地近隣公園
- 赤坂公園
- ナリタ・コミュニティ・チャーチ
- 八代玉作遺跡
- 成田市立神宮寺小学校

## バス路線

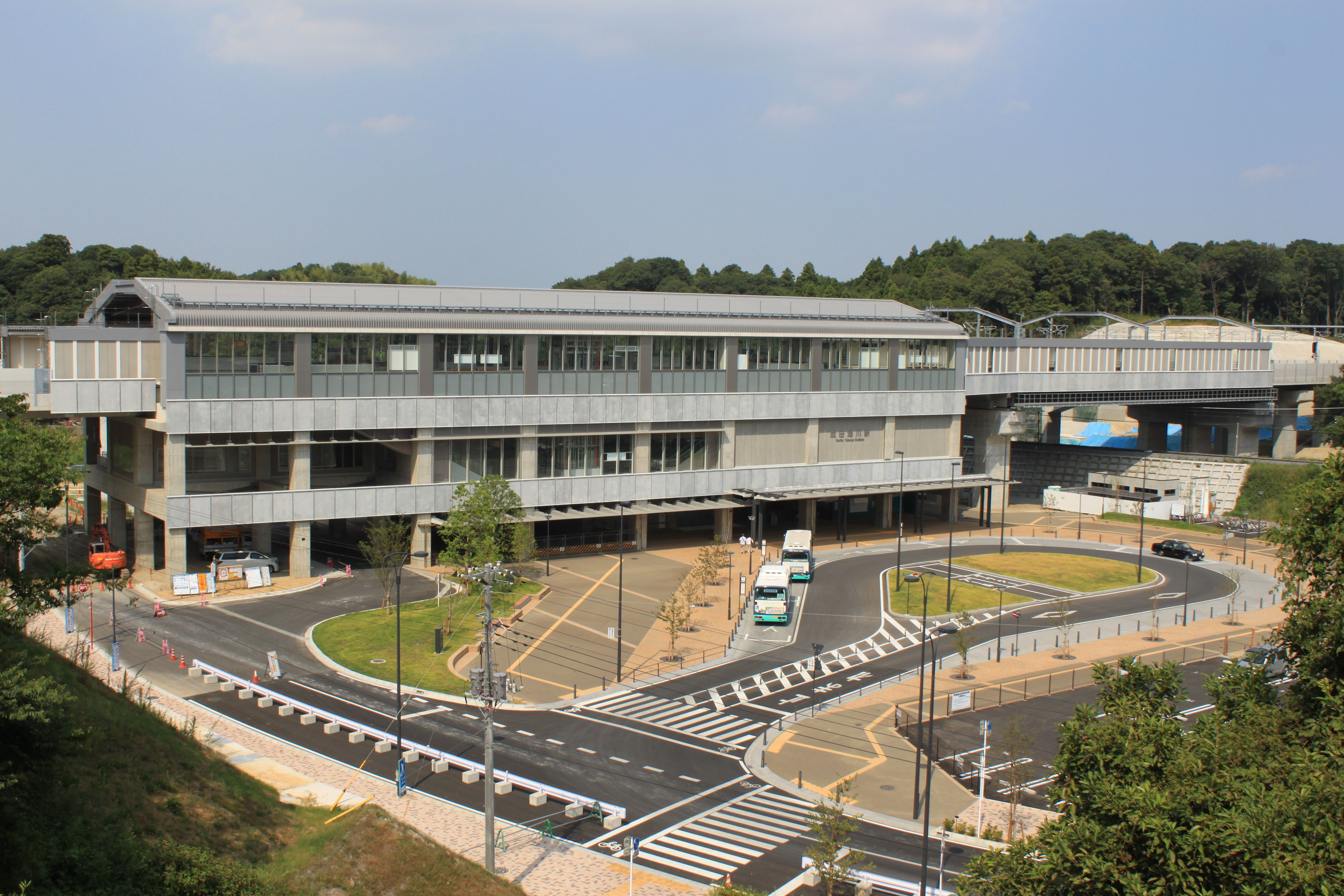
駅前ロータリー（2010年9月）

|       | 路線名     | 行先         | 主な経由地                                       | 運行会社             |
| ----- | ---------- | ------------ | ------------------------------------------------ | -------------------- |
| 1番線 | 吾妻線     | JR成田駅西口 | 玉造ショッピングセンター・吾妻小学校・ボンベルタ | 京成バス千葉イースト |
| 2番線 | 中台線     | JR成田駅西口 | 成田北高校・赤坂公園                             | 京成バス千葉イースト |
| 3番線 | 公津の杜線 | 公津の杜駅   | 玉造五丁目・西中学校・飯田新田                   | 京成バス千葉イースト |

## 隣の駅
京成電鉄
 成田スカイアクセス線（成田空港線）
■アクセス特急
印旛日本医大駅 (HS14) - 成田湯川駅 (KS43) -（根古屋信号場） - 空港第2ビル駅 (KS41)